# Жабрій пухнастий
{{#ifeq:0|0|{{#if:|{{#if:Galeopsispubescens|[[]}}|}}}}
Жабрій пухнастий, жабрій пухнатий (Galeopsis pubescens) — вид трав'янистих рослин родини глухокропивові (Lamiaceae), поширений у Європі крім островів, півночі та сходу.

## Опис
Однорічна трав'яниста рослина 15–60 см заввишки. Міжвузля вкриті м'якими волосками. Листки черешкові, яйцеподібні або яйцеподібно-ланцетні, зубчато-пилчасті, віночок пурпурно-червоний, але з жовтою трубкою і жовтою плямою на нижній губі.

## Поширення
Вид поширений у Європі крім островів, півночі та сходу.
В Україні вид зростає на лісових галявинах, серед чагарників, як бур'ян на полях і засмічених місцях — у Закарпатті, лісових районах в Лісостепу.

## Галерея

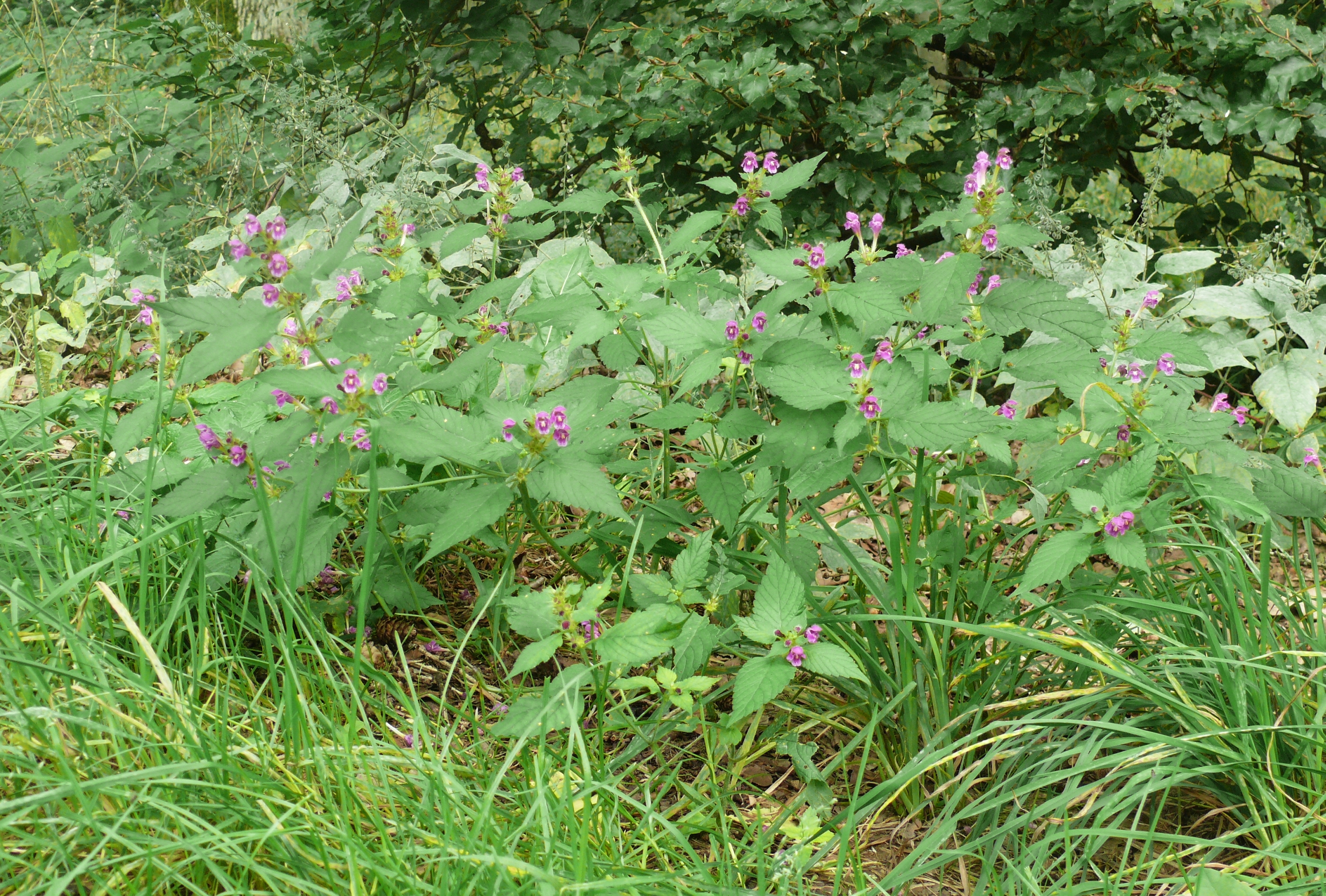
у середовищі проживання
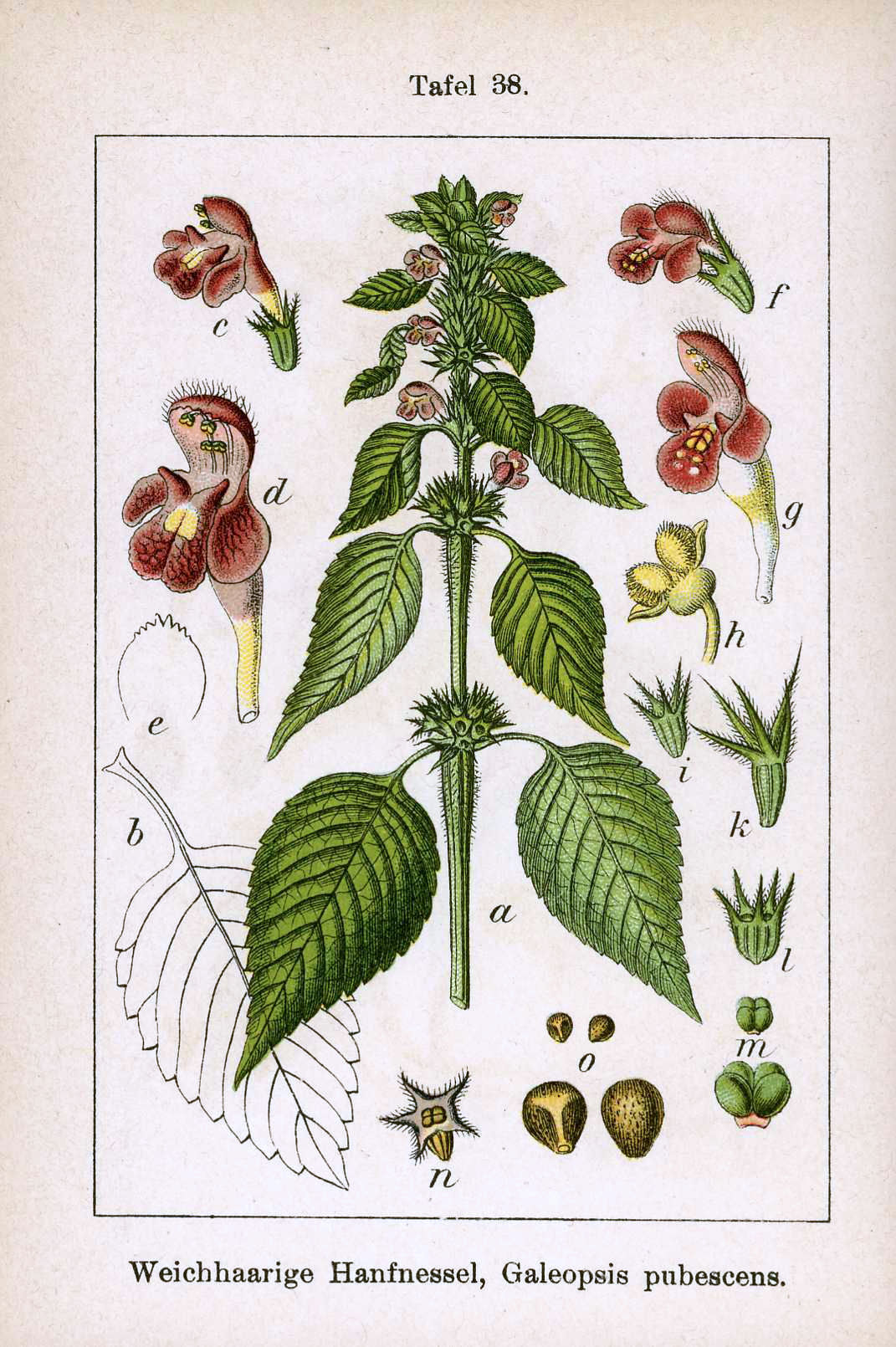
ілюстрація